# Fulano (banda)
Fulano fue un grupo chileno de rock alternativo/progresivo, jazz fusión y música experimental. Es una de las agrupaciones más importantes en el desarrollo del jazz-rock latinoamericano, o como lo describe el musicólogo Juan Pablo González, de “eclecticismo antihegemónico”. Se formó en 1984 con miembros del grupo Santiago del Nuevo Extremo; Jorge Campos (bajo), Cristián Crisosto, (saxos y flauta), Jaime Vivanco (teclados), y Willy Valenzuela (batería), sumados a Arlette Jequier (voz y clarinete) y Jaime Vásquez (saxos y flauta).
Su primera etapa duró entre 1984 y 2003. Realizaron cuatro álbumes de estudio "Fulano" (1987), "En el Bunker" (1989), "El Infierno de los Payasos" (1993), y "Trabajos Inútiles" (1997), que se caracterizaron por su complejidad creativa, y por la fusión muy original de variados elementos estilísticos y musicales. También destacaron por su virtuosismo instrumental y vocal, y por sus letras irónicas, humorísticas, y sobre todo contestatarias contra la dictadura militar de Augusto Pinochet, y posteriormente contra la transición a la democracia. El grupo se posicionó como una de las bandas más influyentes de la fusión en Latinoamérica, aunque siempre se mantuvieron alejados de los medios de comunicación masivos. Deciden disolverse luego de la trágica muerte de Jaime Vivanco en 2003, tecladista de la banda, realizando un álbum en vivo "Vivo" (2004), con las últimas presentaciones de Jaime.
Su segunda etapa comenzó en el año 2009 cuando deciden rearmar el proyecto con Raúl Aliaga en batería, quien venía tocando desde 1996, y con Felipe Muñoz en teclados. Realizaron un DVD en vivo titulado "La farsa continúa" (2011), y luego de múltiples cambios en la formación, un quinto álbum de estudio titulado "Animal en Extinción" (2015), que contó sólo con Crisosto y Campos entre los miembros originales, y con Paquita Rivera en voz. También se lanza un álbum recopilatorio en vivo titulado "En la batuta 1993", con un tema inédito de Vivanco, y se anuncia la disolución de la banda a finales del 2015. En 2017 se lanzan dos álbumes póstumos en vivo; En vivo en Los Ángeles de Chile, 2002 y En directo FestivAlterNativo México 2010.

## Historia

### Formación y primer álbum (1984-1988)
En 1984, mientras participaban de Santiago del Nuevo Extremo,  Jorge Campos,  Cristián Crisosto y Guillermo Valenzuela se quedaban ensayando y experimentando nuevos sonidos. En un momento el trío, que se hizo llamar Mediabanda, invita a Arlette Jequier, Jaime Vivanco, y luego Jaime Vásquez a seguir probando y buscando sonidos para su nueva música, y así surgió definitivamente Fulano. Se formó en 1984 como un grupo que premeditadamente buscaba el desarrollo y evolución del rock, el jazz y de diversos otros estilos que iban mezclando. Las influencias más fuertes de la banda se encontraban en creativos músicos modernos, la mayoría considerados casi inasequibles en el Chile dictatorial de Augusto Pinochet de principio de los ochenta, tales como los compositores Frank Zappa, Hermeto Pascoal, Miles Davis, los grupos Magma, Weather Report, Henry Cow, además de cantantes como Maggie Nichols, Ursula Dudziak, Meredith Monk y Janis Joplin, e identificados con el movimiento europeo de vanguardia "Rock in Opposition" caracterizado por su rechazo a la industria de la música.
Comenzaron a presentarse en diversos espacios culturales y universitarios de Santiago de Chile, dando su primer concierto en el Centro Cultural Espaciocal en 1986. Al año siguiente, por fin editaron su primera producción, “Fulano” (destacan en ésta, 'Maquinarias ', 'Tango', 'Fulano', '1989', ‘Suite Recoleta’ y ‘El calcetín perseguido’), rompiendo el cerco de grupo de elite, proyectándose a un nivel masivo con un público heterogéneo y sin límites de edad. En agosto de 1988 la agrupación demuestra esto último, cuando más de cuatro mil personas asisten a un recital efectuado en el Estadio Nataniel de Santiago de Chile. 
Su singular sonido, la versátil voz de Arlette Jequier y el carácter multiinstrumentista de sus compañeros hicieron crecer la propuesta, que en sus comienzos fue catalogada como un derivado del jazz fusión, sin embargo "ninguno de nosotros estudió ese estilo o se atreve a considerarse un jazzman" aclararía Vivanco en su momento. Emblemáticas serían sus intensas presentaciones de esos tiempos en el mítico Café del Cerro del Barrio Bellavista, más de alguna vez junto a Congreso. En 2001 el Sello Alerce editó un álbum recopilatorio llamado Café del Cerro que incluyó el tema Adolfo, Benito, Augusto y Toribio de Fulano.

### En el BunkeryEl Infierno de los Payasos(1989-1994)
En el año 1989 Fulano lanzó su segunda producción: "En el Bunker", una "casete" doble con más de 100 minutos de música. Este trabajo se constituye como el de mayor extensión nunca antes grabado en Chile. Su increíble despliegue de virtuosismo y calidad musical, unido a sus satíricas letras, consagró a la banda como una de las mejores del "jazz fusión" de Sudamérica. Composiciones como Sentimental Blues, La Historia no me convence, sólo me atraganta, No me gusta que se metan conmigo, Perro, chico, malo, Buhardillas, El dar del cuerpo y la exitosa Adolfo, Benito, Augusto y Toribio, son ejemplos significativos en la historia creativa de la banda. Gracias a este trabajo el grupo ganó el Premio APES (Asociación Periodistas de Espectáculos de Chile), mención “Aporte al Jazz”. Asimismo, la ya desaparecida Radio Concierto les otorgó el Premio a “Mejor Grupo de Rock 1989”, Pese a que las canciones estaban muy lejos de la lógica de singles o videoclips que por entonces ocupaban a sus colegas pop. Por el contrario, las críticas letras y la actitud contestataria de la banda marcaba un rechazo a la dictadura militar con un estilo completamente diferente al del Canto Nuevo o al rock de Los Prisioneros. En 1990 el tema Suite Recoleta fue utilizado en la película Caluga o menta, del director Gonzalo Justiniano.
Entre 1991 y 1992, el grupo se dedica por completo a la composición de su nuevo álbum, que finalmente sale en 1993, bautizado como “El Infierno de los Payasos”, del cual producen su primer y único vídeo, ‘Lamentos’. Este nuevo disco, bastante más roquero que los anteriores, destaca con canciones como ‘Basura’, ‘Fuegos artificiales’, ‘Convicciones’, ‘Morbosadoquista’ y la irónica 'Aporte al Jazz' de solo 15 segundos de duración en referencia al premio obtenido. 
Ya desde principios de los años 90' la banda obtuvo reconocimiento internacional pues en 1990 fueron invitados a La Habana, Cuba, para participar en el Festival Jazz Plaza 90', junto a músicos tan destacados como Dizzy Gillespie, Arturo Sandoval, Chico Freeman, Airto Moreira e Irakere. En 1994 se presentan junto al legendario multinstrumentista brasileño Hermeto Pascoal en el Teatro Municipal de Viña del Mar y en octubre de ese mismo año, se celebran los 10 años de trayectoria en un imponente concierto multi artístico en el Teatro de la Universidad de Chile, que incluía el relanzamiento del álbum En el Bunker para formato de CD. Sus carátulas, una roja y otra azul, tenían la imagen del cañón de un tanque, la cual fue reemplazada por una ilustración de una puerta metálica bajo varios candados. En esta versión también quedaron fuera tres grandes piezas llamadas “¿Y ahora, qué?”, “No me gusta que se metan conmigo” y  “Que o la tumba serás”, mientras que otras fueron acortadas.

### Trabajos Inútilesy muerte de Vivanco (1996-2004)
En 1996, luego de dos años de pausa y con el baterista Guillermo Valenzuela radicado en Estados Unidos, se integra Raúl Aliaga de Congreso. Se realiza el primer álbum recopilatorio seleccionando lo mejor de los primeros tres álbumes y luego el grupo edita su cuarta producción llamada “Trabajos Inútiles”, en una coproducción con Fernando Lyon en los Estudios Máster de Santiago de Chile, siendo la primera placa realizada en forma independiente (las anteriores habían sido editadas por Sello Alerce). De éste Sobresalen ‘Godzilla’, ‘Canción Formal (En 7/8)’, ‘Más Allá del Deber’, 'Rope, cochi, loma' (un sofisticado arreglo del tema 'Perro, chico, malo'), ‘Krikalev’ y ‘Arañas Del Tribunal’. Desde la edición de este último disco y del reemplazo de Jaime Vásquez por el saxofonista Rafael Chaparro, Fulano se mantuvo tocando en vivo, siendo su última presentación de esa época, la acontecida el 31 de octubre de 2002, en el Teatro Providencia, con motivo de la celebración de los 18 años de trayectoria de la agrupación. El 17 de enero de 2003 muere trágicamente Jaime Vivanco, teclista del grupo, de un edema pulmonar. Su cuerpo fue encontrado muerto en su casa. Después de este terrible acontecimiento, los integrantes del grupo decidieron no seguir con el proyecto Fulano, ya que el fallecido era un pilar fundamental en la banda, tanto como compositor como instrumentista. Para terminar con el grupo de buena manera, los integrantes de Fulano lanzaron un nuevo disco "Vivo" (2004), grabado en las presentaciones que hizo la banda durante el año 2002 en lo que significó las últimas presentaciones antes de la muerte de Vivanco. El disco contó con temas que recorrían toda su carrera, pero grabados en una calidad mucho mejor que la de los dos primeros álbumes, sumado a dos temas nuevos llamados Pinocho en Patolandia y Todas las Ratas de Todos del Ríos del Mundo. Durante el receso del grupo se realizó un documental, dirigido por Pablo Leighton, que retrata la historia del grupo de rock fusión, con actuaciones, entrevistas y fotografías. Este fue una suerte de epílogo para sus 18 años de historia. Jorge Campos anunció entonces su tercer disco solista, Jaime Vásquez organizó un septeto avant-garde, Raúl Aliaga se mantuvo como percusionista de Congreso y con proyectos personales de world music, mientras el matrimonio Crisosto-Jequier resucitó a Media Banda (cuya ortografía cambió a Mediabanda) junto a un numeroso contingente de jóvenes que incluyó a su hija Regina Crisosto como segunda vocalista.

### Regreso, reformación, y 30 años (2009-2014)
En el año 2009, después de haber cerrado la puerta durante 5 años a un retorno de Fulano, se anuncia el regreso de la banda para celebrar los 25 años con un concierto doble titulado "La Farsa Continúa" en el Teatro Oriente de Chile. Al reemplazo de Jaime Vivanco entraba a la banda Felipe Muñoz, de 25 años en ese entonces, al igual que la banda. También retorna a la banda el saxofonista y flautista Jaime Vásquez. En diciembre del mismo año se realiza una nueva presentación con motivo de la celebración de los 20 años del disco En el Bunker. Durante 2010 el grupo sigue con presentaciones a lo largo del país, con la noticia de que trabajan en un nuevo álbum. A pedido de Mike Patton (quien señaló la gran influencia de Fulano en su música), telonean a Faith No More en su gira por Chile, con un concierto realizado en el Estadio Bicentenario Municipal de La Florida el 5 de diciembre de 2010 y que contó además con la presencia de Primus y Monotonix. En agosto de 2011 la banda finalmente lanza al mercado el DVD "La Farsa Continúa" lo que significa el primer registro audiovisual de la banda desde el huérfano videoclip de Lamentos en 1993, como también la materialización de esta nueva etapa de Fulano.
Entre el 2012 y el 2014 el grupo sería muy inestable, con varios miembros dejando la banda. El 16 de abril de 2012 Raúl Aliaga anuncia su alejamiento del grupo "Mis agradecimientos de haber compartido una gran trayectoria junto a una banda emblemática de nuestra cultura chilena. Todo en la vida tiene un principio y un fin. Me despido de todos los que hicieron posible todos estos años ser músico baterista de Fulano y haber desarrollado una importante parte de la historia”
El 2 de enero de 2013 anuncian: "A todos nuestros seguidores y amigos les comunicamos que Arlette Jequier ha dejado el Grupo Fulano por razones personales. Lamentamos profundamente su partida." Sin embargo confirman la grabación del próximo disco a partir de abril Con ella también parte Jaime Vázquez. El 19 de marzo se anuncia el ingreso de nuevos integrantes; "Les informamos de la incorporación a nuestro proyecto de la talentosa cantante y pianista Francisca (Paquita) Rivera y del versátil vientista Cristóbal Dahm en Saxo Barítono, Tenor y Clarinete", como también el regreso de Rafael Chaparro en saxos, y Christopher Schönffeldt en batería. Con esta nueva formación se presentan en el Festival Vang en San Joaquín junto al destacado compositor brasileño Arrigo Barnabé.
El 22 de noviembre de 2014 realizan un concierto con motivo de la celebración de los 30 años de la banda, que coincide con los 25 años de la Radio Futuro quienes transmiten en vivo. Fue realizado en el Teatro Nescafé de las Artes con invitados estelares, como las agrupaciones hermanas Santiago del Nuevo Extremo y Mediabanda, además de Pedro Foncea (de De Kiruza), Angelo Pierattini (de Weichafe), y el baterista inicial Guillermo Valenzuela, junto con quienes recorrieron gran parte de la trayectoria de la banda, sumado a algunos nuevos trabajos que vienen realizando en el último tiempo. Paralelamente a la celebración de los 30 años se estrenaba en el Féstival In-Edit Nescafé el documental "Fulano, animal en extinción" mostrando al grupo en esta nueva etapa creativa.

### Animal en extincióny quiebre (2015)
Luego de una gira por Chile que incluyó a ciudades como Iquique, Valparaíso, Santiago, Talca, Concepción, Temuco, y Valdivia, el grupo se avoca a grabar su esperado nuevo álbum titulado Animal en Extinción. Vendrían nuevos cambios en la batería, tras un breve paso de Cristóbal Rojas tras la ida definitiva de Schönffeldt a Villa Cariño, es Álvaro Poblete quien entra al estudio de grabación. Finalmente en diciembre de 2015 el grupo lanza su primer álbum de estudio en 18 años, con Crisosto y Campos entre los miembros originales junto a Paquita Rivera en voz, Rafael Chaparro y Cristóbal Dahm en saxos, Felipe Muñoz en teclados y Álvaro Poblete en batería. El álbum abre con un suave tema del fallecido Jaime Vivanco, para luego desplegar una lírica contestataria e inconformista, junto con la característica música de gran desarrollo rítmico, melódico y estructural. Simultáneamente se lanza el disco en vivo "En La Batuta 1993" grabado en 1993 con la formación original y con un tema inédito de Vivanco titulado "Alfa Ralfa Boulevard". Sin embargo luego del lanzamiento del álbum, se anuncia que el grupo se disuelve debido a diferencias entre Campos y Crisosto, dando fin a 31 años de historia musical de vanguardia y resistencia cultural.

### Proyectos paralelos, legado y homenajes (2016-2021)
A un año exacto de la disolución de la banda, la herencia de Fulano cobra vida en tres proyectos que simultáneamente son noticia; Cristián Crisosto junto a Chaparro y Dahm participan en el cuarto álbum de Mediabanda titulado "Bombas en el Aire". Jorge Campos junto a Paquita, Muñoz, y Poblete crean el "Colectivo Animal en Extinción" para difundir parte del último trabajo de Fulano y anuncian nuevo disco que finalmente se lanzó en 2018 de título "Antes y después". Arlette Jequier junto al compositor y guitarrista Camilo Acevedo estrenan "Arlette Jequier y Grupo" y anuncian un álbum debut, finalmente lanzado en enero de 2018 y titulado Aire. Por otra parte, el también ex Fulano Raúl Aliaga continúa con Congreso quienes lanzan su nuevo álbum La canción que te debía en noviembre de 2017. También en 2017 se lanzan dos álbumes póstumos independientes en vivo; En vivo en Los Ángeles de Chile 2002 y En directo FestivAlterNativo México 2010. El 16 de noviembre de 2018 el grupo Mediabanda estrenó “Mediabanda Plays Fulano” en el Teatro Oriente con invitados como Pablo Ilabaca, Nicolás Vera, Consuelo Schuster, y Cómo asesinar a Felipes, rindiendo un homenaje a la música de la mítica banda chilena de fusión Fulano, y en particular al gran maestro Jaime Vivanco, interpretado con nuevos arreglos de Tomás Ravassa en teclados, y Aurelio Silva en guitarra, en una puesta en escena que derrocha energía y actitud. Finalmente el año 2021 fue lanzado el álbum Maquinarias, donde se plasma el trabajo realizado como homenaje con la participación de los músicos anteriormente invitados a quienes se suma Daniel Muñoz.

## Discografía

### Álbumes de estudio
- 1987 - Fulano
- 1989 - En el Bunker (reeditado en CD en 1994)
- 1993 - El Infierno de los Payasos
- 1996 - Lo mejor
- 1997 - Trabajos Inútiles
- 2015 - Animal en Extinción[27]

### Álbumes en vivo
- 2004 - Vivo
- 2011 - La Farsa Continúa (DVD)
- 2015 - En La Batuta 1993[28]
- 2017 - En vivo en Los Ángeles de Chile, 2002
- 2017 - En directo FestivAlterNativo México 2010

## Integrantes

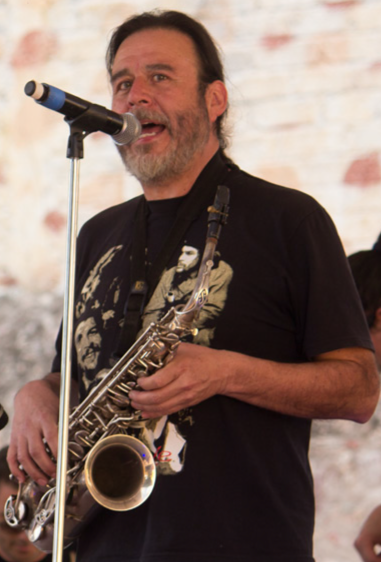
Cristián Crisosto compositor, saxofonista y flautista durante toda la existencia de Fulano.

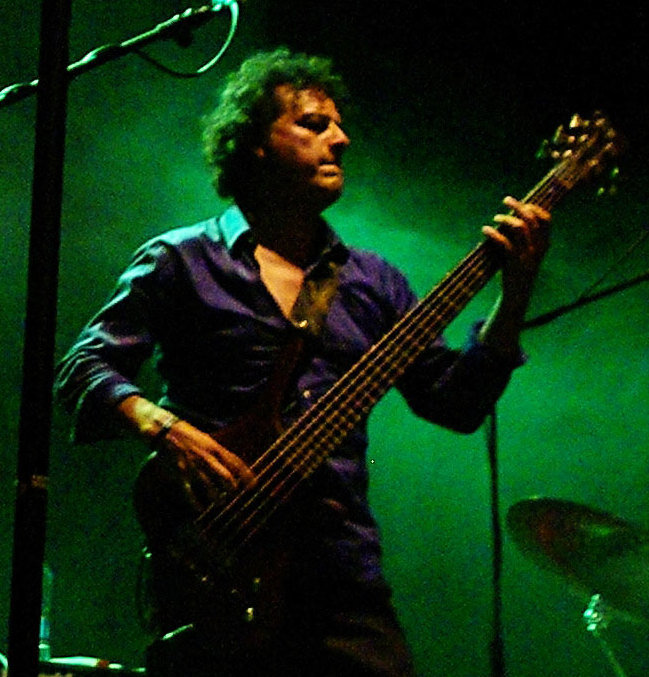
Jorge Campos compositor y bajista durante toda la existencia de Fulano.

- Cristián Crisosto, composición, voz, saxos alto, soprano y barítono, flautas y clarinete bajo (1984 - 2003, 2009 - 2015).
- Jorge Campos, composición, y bajos (1984 - 2003, 2009 - 2015).
- Arlette Jequier, voz y clarinete (1984 - 2003, 2009 - 2012).
- Jaime Vivanco, composición, piano y teclados (1984 - 2003).
- Jaime Vásquez, voz, saxos alto y tenor, y flautas (1984 - 1999, 2009 - 2013).
- Guillermo Valenzuela, batería (1984 - 1996).
- Raúl Aliaga, batería (1996 - 2003, 2009 - 2012).
- Rafael Chaparro, saxo (1999 - 2003, 2013 - 2015).
- Felipe Muñoz, piano y teclados (2009 - 2015).
- Francisca Rivera, piano y voz (2013 - 2015).
- Cristóbal Dahm, saxo y clarinete (2013 - 2015).
- Christopher Schönffeldt, batería (2012 - 2014).
- Cristóbal Rojas, batería (2014).
- Álvaro Poblete, batería (2015).